# Снігур Домніка Олександрівна
Домніка Олександрівна Снігур (нар. 19 січня 1939, село Топорівці, Румунія, тепер Новоселицького району Чернівецької області) — українська радянська діячка, бригадир колгоспу імені Леніна Новоселицького району Чернівецької області. Депутат Верховної Ради УРСР 8—10-го скликань.

## Біографія
Народилася в селянській родині. У 1958 році закінчила середню школу.
З 1958 року — колгоспниця, ланкова, старша пташниця колгоспу імені Леніна села Топорівці Новоселицького району Чернівецької області.
Освіта середня спеціальна. У 1974 році без відриву від виробництва закінчила Кіцманський сільськогосподарський технікум Чернівецької області.
З 1975 року — бригадир рільничої бригади, ланкова колгоспу імені Леніна села Топорівці Новоселицького району Чернівецької області. Член Комітету радянських жінок.
Член КПРС з 1977 року.
Потім — на пенсії в селі Топорівці Новоселицького району Чернівецької області.

## Нагороди
- орден Леніна
- орден Трудового Червоного Прапора
- ордени
- медалі